# 광주 신룡동 오층석탑
광주 신룡동 오층석탑(光州 新龍洞 五層石塔)은 광주광역시 광산구 신룡동에 있는 고려시대의 오층석탑이다. 1982년 10월 15일 광주광역시의 유형문화재 제12호로 지정되었다.

## 개요
외딴 민가 옆에 우뚝 솟아있는 석탑으로, 현재는 절이 있었던 흔적을 찾아 볼 수 없으나, 그 옆에 석불입상이 1구 있어 상당한 규모의 절이 있었을 것으로 여겨진다.
탑은 2층 기단(基壇)위로 5층 탑신(塔身)을 올리고 머리장식을 얹은 모습이다. 기단은 각 면의 네 모서리와 가운데에 기둥모양을 새겼다. 탑신부의 몸돌은 2층에서 갑자기 높이가 낮아져 5층까지 알맞게 줄어들었으며, 지붕돌은 밑면의 받침이 1∼3층은 4단씩이다가, 4∼5층은 3단으로 줄었다. 꼭대기에는 돌의 재질이 다른 장식들이 놓여 있는데, 나중에 보충해 놓은 것으로 보인다.
전체적으로 형식에 치우친 모습이어서, 고려 전기에 만든 것으로 추정된다. 아래층 기단이 손상되고, 일부가 없어져 심하게 갈라진 위층 기단은 거의 무너질 정도였으나, 1981년 해체, 복원하였다. 탑 해체시 발견되었던 유물들은 국립광주박물관으로 옮겨 보존하고 있다.

## 참고 자료
- 신룡동오층석탑 - 국가유산청 국가유산포털